# Tito Menichetti
Tito Menichetti (Pisa, 11 dicembre 1815 – Castelfranco di Sotto, 1889) è stato un politico italiano.

## Biografia
Fu Deputato del Regno di Sardegna eletto per la VII legislatura nel  collegio di San Miniato. Ebbe riconfermato l'incarico anche nel Regno d'Italia per l'VIII e l'XI legislatura.
Nel 1859 fu uno dei fondatori de La Nazione.